# Ian Burgess
Ian Burgess (n. 6 iunie 1930) a fost un pilot englez de Formula 1 care a evoluat în Campionatul Mondial între anii 1958 și 1963.
1. ↑  Racer Ian Burgess dies (în engleză), accesat în 27 iunie 2012